# Wojciech Praczyk
Wojciech Praczyk (né le 10 janvier 1993 à Szprotawa) est un athlète polonais, spécialiste du lancer de disque.
Il remporte la médaille d'argent lors des Championnats d'Europe espoirs à Tallinn en 2015, après avoir remporté le même métal lors des Championnats du monde juniors d'athlétisme 2012 à Barcelone.
Il bat son record personnel dans sa ville natale le 10 mai 2014 en 60,87 m.